# Vyšehrad metróállomás
Vyšehrad egy metróállomás Prágában a prágai C metró vonalán.

## Szomszédos állomások
A metróállomáshoz az alábbi állomások vannak a legközelebb:
- I. P. Pavlova (Letňany)
- Pražského povstání (Háje)

## Átszállási kapcsolatok
| C (Letňany ↔ Háje) |                        |                         |
| Állomás            | Átszállási kapcsolatok | Fontosabb létesítmények |
| Vyšehrad           |                        | Vyšehrad                |